# Juana Paula Domínguez
Juana Paula Domínguez (1806-1860) fue una filántropa y educadora argentina del siglo XIX que desempeñó un importante papel en la mejora de las condiciones de educación y salud de la mujer puntana.

## Biografía
Juana Paula Domínguez Alba nació en 1806 en la estancia de su familia en La Punilla, provincia de San Luis, Argentina, entonces parte de la Intendencia de Cuyo del Virreinato del Río de la Plata, territorio integrante del Imperio Español. Era hija de José Narciso Domínguez Velázquez Lucero, nativo de La Punilla y futuro capitán del Regimiento de Granaderos a Caballo, y de Faustina Alba.
Efectuó sus primeros estudios junto a sus hermanas en el Colegio de Huérfanas de la ciudad de Córdoba.
Se casó en primeras nupcias con Javier Rodríguez, enviudando al poco tiempo, y años después contrajo nuevamente matrimonio con Bernardo Bazán, estableciéndose en la ciudad de San Luis en 1840.
Era considerada una «mujer de gran cultura y de muy elevada formación moral». Preocupada por la salud y educación en su provincia abrió en su propia casa de la capital puntana una escuela particular para niñas, la primera de ese tipo en la provincia, que dirigió personalmente hasta el 7 de agosto de 1857, cuando tras reunir en su casa a las damas más influyentes de la ciudad fundó la Sociedad de Beneficencia de San Luis, dejando el establecimiento educativo a cargo de su hermana Nicolasa Domínguez de Gómez.
La primera Comisión Directiva de la Sociedad de Beneficencia, presidida por Paula Domínguez de Bazán, estaba integrada por Carmen Ortiz de Ortiz (secretaria), Matilde Lucio Lucero de Maldonado (tesorera), Sofía Barbeito de Daract y Pastora Maldonado de Barroso, sumándose más de cuarenta damas de la sociedad puntana como socias fundadoras.
Rápidamente la Sociedad de Beneficencia puso en operación un hospital, una escuela para niñas y una de varones, lo que movió al gobernador Justo Daract a encomendarles en 1858 la inspección de las escuelas para niñas en la provincia de San Luis y la fundación de nuevos establecimientos.
A la muerte de su esposo, quien se desempeñó con éxito en el comercio local y llegó a ser diputado y Secretario de la Sala de Representantes, Juana Domínguez «se contrajo aún más a su actividad filantrópica realizando obras de verdadera caridad cristiana».
Era miembro de la Honorable Cofradía del Santísimo Rosario de la Orden dominica.
Falleció en 1860 en la ciudad de Córdoba y sus restos fueron sepultados en un mausoleo en el cementerio San José. En su homenaje, el 17 de mayo de 1926 se dio su nombre a la Escuela Normal de la ciudad de San Luis, establecimiento fundado en 1884 durante la presidencia de Julio Argentino Roca.